# Trichorhina hospes
Trichorhina hospes is een pissebed uit de familie Platyarthridae. De wetenschappelijke naam van de soort is voor het eerst geldig gepubliceerd in 1917 door Silvestri.